# Jazz
Jazz is een op improvisatie gebaseerde muziekstijl die beïnvloed is door West-Afrikaanse ritmes en ontstaan is in de Afro-Amerikaanse gemeenschap van New Orleans uit een kruisbestuiving van ragtime, blues, folk en negrospirituals. Oorspronkelijk betekende het woord jazz een "zeer energieke dans". Jazz werd in de beginjaren door het grote publiek niet erg geaccepteerd, vooral omdat deze soort muziek geassocieerd werd met losse zeden en een lage sociale status.
In 1936 huurde Benny Goodman Teddy Wilson in om piano te spelen in zijn trio. Dit wordt beschouwd als de eerste keer dat een zwarte muzikant op het podium verscheen met een blanke band. Toen gemengde jazzorkesten zoals dat van Benny Goodman vanaf de jaren 1930 deze muziek begonnen te spelen, werd het onder bredere lagen van de samenleving een aanvaarde vorm van entertainment. Tegen de jaren 1940 traden jazzbands overal in de Verenigde Staten in het openbaar op met zowel zwarte als blanke muzikanten. De swingperiode betekende een hoogtepunt in de populariteit van jazz, iets dat voornamelijk te danken was aan het feit dat jazz toen nog steeds uitsluitend dansmuziek was. Toen jazz vanaf de jaren vijftig evolueerde naar meer experimentele muzikale vormen, en vanwege de opkomst van opwindende dansmuziek zoals rock-'n-roll, ging de verkoop van jazzplaten achteruit. Dit artikel geeft een overzicht van de jazzgeschiedenis vanaf ragtime en hotjazz tot de fusionstijlen van de laatste decennia.

## Muziek van het moment
In principe is jazz muziek van het moment – er worden op elk moment nieuwe muzikale keuzes gemaakt die tot aan de vorm en alle op dat moment spelende musici reiken (zie de genoemde jazzstromingen hieronder) waardoor een persoonlijke en intensieve muziekbeleving ontstaat. In klassieke muziek en popmuziek is deze eigenschap nagenoeg afwezig. In de jazz wordt een thema of kleine compositie of een afspraak alleen gebruikt als basis voor improvisatie. Door deze eigenschap raakt jazz als stijl veel andere stromingen zoals blues, (pop)world, folk, heavy metal, funk, soul, klassiek en oude muziek en er zijn dan ook vele mengvormen ontstaan.
Het gewicht van improvisatie is terug te zien in de geschiedenis van de jazz, waarbij beperkende factoren – vastgehouden door de menselijke maat en commercie – worden opgeruimd; het loslaten van dansmuziek waardoor lagere en hogere tempo's en complexere ritmes mogelijk worden, het toestaan van esthetiek, het loslaten van thema's en het streven naar complete vrijheid en het gebruik van andere muziekstromingen.

### Het begin
De belangrijkste bron voor de jazz ligt naar alle waarschijnlijkheid in Afrika. De Afrikanen die als slaven naar Amerika gebracht werden, brachten hun traditionele, sterk ritmische muziek mee. Op hun route naar de Verenigde Staten werden veel slaven allereerst naar de West-Indische eilanden gebracht, met name naar Hispaniola (Haïti en de Dominicaanse Republiek); na een tijdje werden velen van hen verkocht in New Orleans. Zij namen hun religieuze en muzikale erfenis met zich mee. De slaven uit Santo Domingo (de hoofdstad van de Dominicaanse Republiek, gesticht door de broer van Christoffel Columbus) zetten hun oude voodoopraktijken ongewijzigd voort in New Orleans.
Die muziek was gebaseerd op een vijftonige toonladder. Een karakteristiek voorbeeld van een vijftonige (pentatonische) toonladder in de toonsoort c-mineur zijn de tonen c–es–f–g–bes. De Afrikaanse muziek heeft een sterke pentatonische traditie.
Op de plantages ontwikkelden werkende slaven een zangstijl die als de oorsprong van wat nu blues heet aangeduid kan worden. In New Orleans was 'Congo Square' een open plaats aan de rand van het 'French Quarter', die door het gemeentebestuur ingesteld was als vrijplaats, waar op zondagmiddagen gedanst werd en muziek gemaakt mocht worden.
Muzikanten in kroegen en bordelen (vaak overigens ook Afrikanen) maakten gebruik van muzikale elementen uit o.a. de Europese klassieke muziek en voegden deze toe aan de basis van de 'plantagezang'.
In de 'Honky Tonks' klonk ragtime. Bij ragtime weet de pianist met twee handen een sterk ritme met thema's te koppelen. Deze muziek is dan ook polyritmisch, maar heeft geen improvisatiemogelijkheden. Uit de ragtime ontwikkelde zich rond 1920 de stride pianostijl, waarin geïmpoviseerd werd op de popliedjes uit die tijd.
Deskundigen zijn het erover eens dat werkliederen van de katoenvelden, blues van stad en platteland, banjostijlen van variétéshows, gesyncopeerde brassbands (fanfarekorpsen) en ragtime (gesyncopeerde dansmuziek) alle een belangrijke rol speelden bij het ontstaan van jazz. De syncopering (accentverschuiving) als primair ingrediënt van de jazz, ontwikkelde zich als een ritmische aanpassing van de Afrikanen. De syncope was het meest voor de hand liggende en beste substituut voor de gecompliceerde polyritmiek (de simultane combinatie van contrasterende ritmes in een muzikale compositie) die integraal deel uitmaakt van hun muzikale erfenis. Het is deze syncope die muziek doet "swingen".
Doordat de Afrikaanse muziek en danstradities werden blootgesteld aan het publiek, vond er een wederzijdse beïnvloeding plaats met de Europese muziektraditie. De unieke ritmische nadruk van deze dansen plus vele andere ingrediënten kwamen samen om een muzieksoort op te leveren die bekend werd als jazz.
De naam jazz komt van het niet meer bestaande woord jass, waarmee de seksuele daad op een platvloerse manier werd aangeduid. Jazz was een symptoom van de glorieuze bevrijding van de knellende banden van de moraal. Het ontstond in 'Storyville', de rosse buurt van New Orleans en werd voornamelijk ontwikkeld voor gebruik in bordelen; het ene bordeel probeerde het andere af te troeven met de beste jazzband.

### New Orleans en dixieland
Rond 1900 wordt een goedwerkende combinatie van instrumenten gevonden om blues en ragtime te spelen; instrumenten die gemakkelijker beschikbaar waren vanuit de fanfare en voldoende geluid voortbrachten zoals saxofoon, trompet, trombone en klarinet en tuba. Binnenshuis was de piano al bekend. Als ritme-instrument werd behalve slagwerk ook de banjo gebruikt die naast harmonie ook een duidelijk ritme kan voortbrengen.
Met deze bands werden blues en ragtime gespeeld en kregen de musici de ruimte om te improviseren en zo de expressie te versterken. In de wijk Storyville van New Orleans was zoveel belangstelling dat muzikanten genoeg geld konden verdienen om van te leven, waardoor de ontwikkeling van deze muziek steeds sneller ging.
Toen de Verenigde Staten in 1917 deelnamen aan de Eerste Wereldoorlog, vaardigde de regering het bevel uit om prostitutie binnen vijf mijl van militaire bases te verbieden, met als gevolg het einde van de bordelen in Storyville. Als gevolg van deze sluiting, maar ook in het kader van de Grote Afro-Amerikaanse volksverhuizing, bekend als de Great Migration, verplaatsten de muzikanten zich naar elders – met name naar Chicago. Dit markeert het begin van de zogenaamde New Orleans Jazzstijlperiode, die onder die naam populair werd in het noordoosten van de VS, toendertijd het centrum van de platenindustrie.
De Original Dixieland Jazz Band, bestaande uit musici afkomstig uit New Orleans, werd geformeerd in Chicago als afsplitsing van John Stein's Dixie Jass Band. De band stond onder leiding van Nick LaRocca, afstammeling uit een Siciliaanse emigrantenfamilie. Zij waren de eerste band, die een jazz-plaat opnam, uitgebracht door RCA Victor. Deze plaat, "Dixieland Jass Band One-Step" met B-kant "Livery Stable Blues", werd een verrassingshit en was voor veel Amerikanen hun eerste kennismaking met jazz.
Andere blanke musici die volgden naar Chigaco waren o.a. trompettist Bix Beiderbecke, saxofonist Frankie Trumbauer en Bud Freeman. Ze speelden iets minder zwaar dan hun gekleurde tijdgenoten.
In Chicago is vooral de Creole Jazz Band van Joe "King" Oliver beroemd, met daarin de uit New Orleans afkomstige Louis Armstrong. Het geluid bij Oliver was minder zangerig en leek minder met ragtime te maken te hebben. Armstrong speelt vervolgens tijdelijk in het orkest van Fletcher Henderson en gaat daarna zelf opnamen maken met zijn formaties 'Hot Five' en 'Hot Seven' (vooral de opnamen uit 1925-1927 zijn aan te bevelen). Hij ontwikkelt zich verder, en speelt gemakkelijker met meer contrasten dan de meeste van zijn tijdgenoten. Samen met Earl Hines stapt hij af van de New Orleans aanpak en ging over tot de swing. Pas in de Revivalperiode na de Tweede Wereldoorlog zal hij er op terugkomen.
Voorzien van het 'New Orleans-vibrato' bewoog ook Sidney Bechet zich langzaam maar zeker richting swing. Hij is vooral in Europa populair geworden door zijn verblijf in Frankrijk.
De afro-creoolse pianist Jelly Roll Morton begon in Storyville en toerde vanaf 1904 rond met Vaudeville shows. Hij maakte als orkestleider verder reikende arrangementen voor zijn orkest. Zijn "Jelly Roll Blues" uit 1905 werd in 1915 uitgebracht en was daarmee het eerste gedrukte jazz arrangement. Hij stemde hierbij zijn composities of arrangementen af op de muzikale eigenschappen van specifieke solisten in zijn orkest. Morton was hiermee een voorloper van de grotere big bands en het werk van Duke Ellington. Hij zag zichzelf – blijkens zijn visitekaartje – als uitvinder van de jazz.
Men zou kunnen zeggen dat de jazz zich in de jaren 1920 langs twee parallelle sporen ontwikkelde: een 'blank' spoor en een 'zwart' spoor. De vroege jazzstijlen worden New Orleans (de 'zwarte' tak) en dixieland (de 'blanke' tak) genoemd.

### Boogiewoogie
Om meer improvisatie aan de ragtime toe te voegen (die nog steeds bestond door musici als Fats Waller en Willie the Lion Smith) werden in de jaren 1925-30 aan de linkerhand meer ritmische patronen toegekend die meer rolden dan sprongen. Ook maakten de boogiewoogiepianisten gebruik van herkenbare korte stukjes die bijna een signaalfunctie hadden. Belangrijke boogiewoogiepianisten zijn Pine Top Smith, Albert Ammons en Jimmy Yancey. De Boogiewoogie wijkt ritmisch af van de New Orleans stijl en lijkt qua structuur vooruit te kijken op het swingtijdperk. We zien er een voortzetting van in het ontstaan van de Harlem Jump en daarmee van de rock-'n-roll.

### Swingtijdperk
In het algemeen wordt met het swingtijdperk de periode genoemd voor de komst van de bebop, die ontstond in de jaren 1940. Specifieker is het ook de tijd na de New Orleansperiode.
De economische crisis vlak voor 1930 betekende het einde voor veel New Orleansorkesten. In Kansas City zag de burgemeester niets in het drankverbod (of hij kreeg voorstellen die hij niet kon weigeren) waardoor naast de misdaad het uitgaansleven opbloeide. Hiermee was Kansas City een belangrijke ontmoetingsplaats geworden voor musici. Solisten en in grotere zalen zelfs complete bands namen het tot diep in nacht tegen elkaar op. Wellicht kon het laten klinken van muziek op de steeds meer aanwezige radio en grammofoonspelers andere musici en publiek informeren over ontwikkelingen van de jazz zodat de veranderingen minder regiospecifiek werden.
Swing kenmerkt zich door een ritme dat minder sleept en meer 'hupst' of 'springt' in doorgaans twee momenten per maat; een zwaar moment op de eerste tel en een licht moment op de tweede, idem op de derde en vierde tel. Door dit op een energieke en meestal toch lichte manier te spelen ontstaat een ritme dat dansbaar is en 'in de benen kruipt' (aanzet tot dansen of bewegen op de muziek). In deze tijd vinden we dan ook veel dans- en showorkesten. Solisten en arrangement geven de muziek meer verhaal, de ritmesectie blijft voornamelijk bijdragen aan de basis van het arrangement.
Harmonisch werden de arrangementen ingewikkelder en dit had ook gevolgen voor de solo's.
Bands groeiden naar bigbands van 10 tot 20 musici (Chick Webb, Benny Carter, Jimmy Lunceford, Count Basie). De ritmesectie bleef onaangepast,maar de blazers werden groepsgewijs georganiseerd. Een in een aantrekkelijk arrangement verpakt thema werd gevolgd door solisten. Soms werden ook zangers ingezet uit een variant op de bluestraditie, de zogenaamde blues-shouters. Duke Ellington ontwikkelde van pianist tot bandleider, componist en arrangeur. Met musici als saxofonist Ben Webster en trompettist Cootie Williams in zijn band kon hij arrangeren op specifieke eigenschappen van de solisten. Ellington merkte de jonge bassist Jimmy Blanton op die ook de voor de bassist eerste bevrijdende stappen naar de bebop zette.
Ook kleinere combo’s blijken het goed te kunnen doen, zoals de samenwerking van zangeres Billie Holiday met Teddy Wilson. Ondanks dat jazz populair gemeengoed van het Amerikaanse en Europese publiek geworden was en er meer orkesten met zowel zwarte als blanke musici ontstonden bleef in de uitgaanswereld de rassenscheiding echter nog steeds bestaan. Klarinettist Benny Goodman gebruikte voor zijn kleinere bezetting naast de blanke drummer Gene Krupa de zwarte vibrafonist Lionel Hampton en pianist Teddy Wilson en ook gitarist Charlie Christian (zie ook bij bebop). Ook in grotere orkesten bleek hij het geen probleem te vinden belangrijke optredens te doen met gemengde orkesten. Door zijn bekendheid werd dit mogelijk. Billie Holiday maakte een aantal opnamen van Strange Fruit.
In Europa valt Django Reinhardt op door zijn innovatieve stijl.
Tot na de Tweede Wereldoorlog vierde de Swing hoogtij. Na het ontstaan van de bebop in de jaren 1940 bleef de swing bestaan en is tot op de dag van vandaag niet meer weggeweest. In Nederland werd op 5 mei 1945 de Dutch Swing College Band opgericht. Later volgden onder meer de Down Town Jazz band, New Orleans Syncopators en de Dixieland Pipers.

### Harlem Jump
Geleidelijk aan werd New York toch toonaangevender dan Kansas City. In het New Yorkse Harlem danste men extreem energiek de Jitterbug op een stijl die sterk swingend was met een combinatie van boogiewoogie en blues shouters. Belangrijke vertolkers waren Lionel Hampton en Illinois Jacquet.

### Bebop
In het begin van de jaren 1940 begonnen muzikanten te zoeken naar een stijl waarmee de solo's minder beperkt werden en er meer dynamiek mogelijk was. Zij vonden de 'oude stijl' te beperkt voor hun muzikale kunnen. Gitarist Charlie Christian speelt harmonisch gecompliceerder dan in de swingtijd gebruikelijk, de pianist Thelonious Monk zoekt manieren om harmonie en ritme te versterken die nog niet bij iedereen aansluiting vinden (de muziek van Monk werd ook wel zombiemuziek genoemd). De aftrap wordt met name gegeven met trompettist Dizzy Gillespie en saxofonist Charlie Parker.
Door het ontbreken van opnamen in de eerste helft van de jaren 1940 als gevolg van de grote muzikantenstaking is er geen goed beeld van wat er in die tijd heeft plaatsgevonden. Merkwaardig genoeg zijn er geen of weinig interviews gemaakt met musici of opnametechnici uit die tijd over deze verandering.
De oplossing werd gevonden in de verandering van het ritme en de verrijking van harmonie. Het ritme werd niet meer tweeledig (zwaar-licht) gespeeld maar werd vierledig en kreeg een stromend karakter. Ritmische accenten konden hierdoor vrijer worden geplaatst zonder het ritme te verstoren. Harmonie werd krachtiger door dwingendere samenklanken en thema's te gebruiken. Daarmee ontstonden meer muzikale mogelijkheden en kon er meer worden 'uitgepakt'. Dat werd nog versterkt omdat het dansbare karakter van de swingmuziek werd losgelaten, waardoor de muziek op zichzelf kwam te staan. De vroege bebop klinkt meestal energiek en virtuoos en soms wat grillig.
In Europa, door de oorlog verstoken van de ontwikkelingen is gitarist Django Reinhardt een van de eersten die de bebop oppakt.
Eind jaren 1940 werden ook Cubaanse elementen in de bebop opgenomen.
De term "bebop" is een zogenaamde onomatopee oftewel een klanknabootsing. Een veelvuldig toegepaste rif in de bebop is be-bop-be-bop waarbij de -be- de hoogste klank is. Hieraan dankt de muziekstijl waarschijnlijk zijn naam.
De podiumact is nu ook grilliger; petten en zonnebrillen en sikjes. De galante jarendertigstijl wordt vervangen door eigenzinnigheid. De kleine ensembles blijken wendbaarder en sneller dan de grote dansorkesten en daarmee minstens zo spectaculair. De vaardigheden (produceren van tempo en harmonie) nodig voor het spelen van bebop zijn hoger dan in de swingtijd en dat gold ook voor het begripsvermogen van het publiek. De zwarte bevolking gaat het beter af, maar in het blanke publiek zijn in de beginjaren van bebop maar weinig liefhebbers te vinden. Een deel zou afzwaaien naar de jive en de rock-'n-roll die niet lang daarna ontstaan uit de in het midden van de jaren 1940 erg populaire Harlem Jump van de zwarte rhythm- en bluesorkesten (zoals Eddie Vinson) en de blanke Western Swing.

### Revival
Niet iedereen was te spreken over de plotselinge opkomst van de bebop. Bij het blanke publiek ontstaat nieuwe belangstelling voor de eerste jazzstijlen. Musici als Louis Armstrong en Sidney Bechet varen er wel bij.
Onder andere Lu Watters en Turk Murphy speelden liever de eerdere muziek uit New Orleans van met name zwarte musici. Zij kwamen bijeen in San Francisco en formeerden de Lu Watters Yerba Buena's jazzband, speelden zoals Joe "king" Oliver met twee cornetten in de lead en fristen het ritme op door met name accenten te leggen op de afterbeat (tweede en vierde tel).
Aan de Amerikaanse westkust ontwikkelde zich een stijl die teruggreep naar de Ragtime en die ook wel Frisco jazz genoemd wordt. Vooral Turk Murphy, Bob Scobey en het orkest van Disneymedewerkers The Firehouse Five Plus Two spelen hier een stimulerende rol.
Sommige jazzliefhebbers zien de terugkeer naar de oudere stijlen als een terugval of simpelweg de voorkeur van een financieel succes boven muzikale ontwikkeling.

### Cooljazz
Kort daarop ontstond – als reactie op de opzwepende bebop – de cooljazz, waarvan Miles Davis een van de belangrijkste en bekendste vertolkers was (zie albums Birth of the Cool en Kind Of Blue).
Cooljazz klinkt minder grillig, subtieler en serieuzer en men lijkt meer op zoek naar de schoonheid en organisatie dan naar extase. Hier ontstaan ook de aanzetten tot het gebruik van modale technieken die evenwichtiger klinken dan de dwingende samenklanken uit de vroege bebop.
Een bijna wringende combinatie is te horen in 'The Man I Love' op het album 'Miles Davis and the Modern Jazz Giants' waar Miles Davis en Thelonious Monk samenspelen en – zo gaat het verhaal – bijna op de vuist gingen door Monks sterk dwingende harmonieën tijdens het spel van Davis.
Is er ook een streven naar samenklinkende maar zelfstandige langere melodielijnen (polyfonie), dan wordt daar eerder de naam 'Westcoast' aan gegeven. Denk hierbij aan de doelbewust akkoordinstrumentloze bezettingen met Gerry Mulligan en Chet Baker en de moeilijker classificeerbare pianist Lennie Tristano. De muziek krijgt hierdoor een georganiseerdere indruk. Het valt op dat verhoudingsgewijs veel blanke musici hiermee actief zijn.
Muzikanten die kunnen worden gerekend tot de Cool-Jazz zijn ook Chet Baker, Dave Brubeck en Paul Desmond, Stan Getz, Lee Konitz, Art Pepper, Russ Freeman en in Nederland Ann Burton en Rita Reys.
Het innovatieve en organiserende karakter van cooljazz is blijven voortbestaan en zien we in latere tijden in initiatieven van Toots Thielemans (Bluesette), Joe Vanenkhuizen (die een voorkeur heeft voor 6/8 maatsoorten) en slagwerker Pierre Courbois die doelbewust andere metrums gebruikt. In de aanloop naar de freejazz (zie hieronder) wordt ook naar nieuwe ritmisch vrijere mogelijkheden gezocht (Afrikaanse ritmen, vrij zwevend ritme, aanzienlijk complexere Indiase ritmepatronen) die dan echter minder ingetogen gebruikt worden (de aanpak van ‘My favorite things’ door John Coltrane).
Het ingehouden karakter kwam terug in het einde van de jaren 1980 en 1990 waar na het streven naar expressie een terugkeer is naar overzichtelijke structuur en harmonie, maar waarbij de intensiteit voorkomt uit contrasten met een ingehouden basis.

### West Coast
Omdat de meeste musici die cooljazz speelden uit Los Angeles kwamen, werd cooljazz ook wel met de term West Coast aangegeven. Echter niet alle 'West Coasters' speelden 'cool' en de cooljazz werd ook elders gespeeld.

### East Coast
Als tegenhanger werd in met name New York de lijn van de bebop verder voortgezet. De muziek zou uiteindelijk uitmonden in hardbop.

### Hardbop
In contrast met de cooljazz ontstond in het midden van de jaren 1950 de hardbop (ook wel Hard Bop Regression genoemd). Doordat de cooljazz aan de westkust van de V.S. enorm aansloeg (West Coast Jazz), vooral in Los Angeles alwaar de filmstudio's waren gevestigd, hadden de jazzmuzikanten in New York weinig werk. Daarom gingen zij ertoe over een nieuwe, extraverte jazzstijl te introduceren die vol emotie was. De akkoordenschema's werden eenvoudiger, veelal bluesschema's, en het stuwende ritme werd weer belangrijk (waaronder het shuffleritme). Een link werd gelegd met de Gospelmuziek, alhoewel hardbop nooit in de kerk werd uitgevoerd. Dit is terug te vinden in de titels van echte hardbopnummers als Moanin, The Preacher en The Sermon.
De jaren 1950 en 1960 waren de jaren van de grootste populariteit van de hardbop, maar de musici zijn populair gebleven tot op de dag van vandaag. Nat Hentoff schreef in 1957 dat de term hardbop is bedacht door pianist John Mehegan, jazzrecensent van de New York Herald Tribune in die tijd.
Souljazz ontwikkelde uit de hardbop.
Belangrijke muzikanten in de hardbop zijn onder anderen Art Blakey en zijn Jazz Messengers, Horace Silver, Clifford Brown, Miles Davis, John Coltrane, Cannonball Adderley, Sonny Stitt, Donald Byrd, Sonny Clark, Lou Donaldson, Kenny Drew, Benny Golson, Dexter Gordon, Joe Henderson, Andrew Hill, Freddie Hubbard, Jackie McLean, Charles Mingus, Blue Mitchell, Hank Mobley, Thelonious Monk, Lee Morgan, en Sonny Rollins.

### Souljazz
Souljazz was een ontwikkeling vanuit de hardbop met invloeden vanuit blues, gospel en rhythm-and-blues met kleine formaties.
Een stereotiepe formatie is het (hammond)orgelcombo (ook wel Tenorgelcombo), bestaande uit een hammondorgel, tenorsaxofoon en drums als basis. Belangrijke souljazzorganisten zijn Bill Doggett, Charles Earland, Richard "Groove" Holmes, Les McCann, "Brother" Jack McDuff, Jimmy McGriff, Lonnie Smith, Lou Donaldson, Big John Patton, Don Patterson, Reuben Wilson, Jimmy Smith en Johnny Hammond Smith.
Tenorsaxofoon en gitaar zijn belangrijk in souljazz; souljazztenors zijn Gene Ammons, Eddie "Lockjaw" Davis, Eddie Harris, Houston Person, en Stanley Turrentine; en de gitaristen als Grant Green en George Benson. Andere belangrijke bijdragen kwamen van altsaxofonist Lou Donaldson en Hank Crawford, trompettist Blue Mitchell, drummer Idris Muhammed (Leo Morris).
Anders dan hardbop, legt souljazz meer de nadruk repeterende grooves en melodische thema's en de improvisaties zijn doorgaans minder ingewikkeld.
Souljazz ontwikkelde zich eind jaren 1950 en bereikte het publiek met de release van The Cannonball Adderley Quintet in San Francisco en was op het hoogtepunt in de midden tot eind jaren 1960, hoewel veel souljazzmusici populair zijn gebleven.
Bekende souljazzopnamen zijn Lee Morgans The Sidewinder (1963), Herbie Hancocks Cantaloupe Island (1964), Horace Silvers Song for My Father (1964), Ramsey Lewis' The In Crowd (1965) en Cannonball Adderley's Mercy, Mercy, Mercy (1966).
Souljazz zou een grote bijdrage leveren aan de ontwikkeling van de jazzfunk in de jaren 1970.

### Free Jazz: het verlangen naar maximale vrijheid
Enerzijds werd in de Souljazz jazz toegankelijk gemaakt, anderzijds werden grenzen van harmonie en ritmiek opgezocht en overschreden (John Coltrane, Pharoah Sanders). Het resultaat was vrijere en expressievere geïmproviseerde muziek, soms met een bijna religieuze extase.
De mate waarin er een basis wordt gebruikt voor improvisatie leidde tot muziek-ethische meningsverschillen over improvisatie. Discussies over dit onderwerp – via publicaties en in forums – zijn in deze tijd verhit. De een streeft muziek zonder enige afspraak of stereotypering na (gelijk opvattingen van John Cage), de ander zag het als een onvermijdelijk deel van een muzische persoonlijkheid. Omdat in de freejazz de improvisatie in alle vrijheid als hoofddoel wordt gezien boven het brengen van een melodie of thema, bevinden we ons hier op een overgangsgebied. Immers, als alles gebruikt kan worden, zijn er ook geen specifieke eigenschappen die muziek tot jazz, klassiek of pop kunnen classificeren, vergelijkbaar met het loslaten van de figuratieve schilderkunst. Los van de relevantie hiervan, accepteren jazzliefhebbers de freejazz als een onvermijdelijke consequentie van geïmproviseerde muziek, maar willen sommigen wegens het ontbreken van of vasthouden aan een uitgangsmelodie, uitgangsthema of uitgangsstructuur het resultaat geen jazz meer noemen. Interessant is derhalve het probleem van de definitie van jazz bij moderne mengvormen (zie hieronder) waarbij juist te grote afwezigheid van improvisatie als argument wordt gebruikt. Als (theoretische) kritiek op de freejazz wordt gebracht dat ook het vermijden van elke beperkende factor nog steeds een stijlkenmerk, een maniërisme is, tenzij wellicht met gebruik van zenopvattingen zoals bij John Cage (men kan niet het doel hebben doelloos te zijn). Het momentauthentiek spontaan ten gehore brengen van 'Maple Leaf Rag' is een onderdeel van de 'happening' geworden en het uitblijven van variatie zal als een spanningsveld worden ervaren. Er vindt een andere muzikale activiteit plaats dan het spelen van het opzichzelfstaande ragtimestuk.
Omdat doelbewust vrijheid werd nagestreefd zien we in deze tijd een zoeken naar meer variatie in het instrumentarium en muzikale omgang. Wat gezien werd als exotisme was welkom; tampoera, harp (Alice Coltrane), elektronica, meer percussie, vrijer stemgebruik, reageren op toeval, te laat binnenkomen en tijdens een concert weglopen. Alles werd toegestaan om de expressie te verruimen en maximaal gebruik te maken – en aanwakkeren – van de muzikale mogelijkheden van het moment, zonder 'verstoring' van stijlkenmerken of afspraken.
Eind jaren 1950 waren het Sun Ra en met name Ornette Coleman die de freejazzstroming begonnen: een van de beginpunten was Colemans album Free Jazz (1960); daarop speelden twee kwartetten, ieder één kant van het stereokanaal, die 38 minuten lang improviseerden zonder enige afspraak. Latere musici waren Albert Ayler en Eric Dolphy.
In Nederland zijn de Nederlandse musici Misha Mengelberg, Willem Breuker en Han Bennink en het ICP Orchestra actief (zij gebruikten en gebruiken nog steeds de term instant composing in plaats van improvisatie). Ook het samenwerkingsverband van het Italiaanse ensemble 'Zu' met de saxofonisten Mats Gustafsson en Luca Mai is een voorbeeld van hedendaagse vrijere muziek.
De freejazz heeft ervoor gezorgd dat het werkgebied van musici groter is geworden. Er zijn dan ook jazzmusici die traploos een opwindende uitstap maken vanuit de hardbop naar freejazz of ertegen aanschuren.
Terwijl de freejazz commercieel onaantrekkelijk bleek, ontstond tegelijkertijd de veel beter verkopende fusion (zie hieronder).

### Fusion

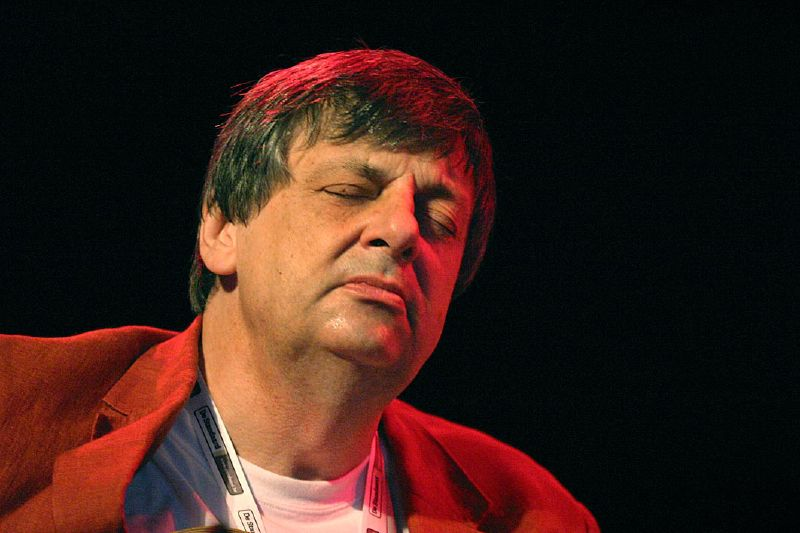
Philip Catherine

Aan het einde van jaren 1960 sloeg Miles Davis een nieuwe weg in. Hij ging met zijn groep jazz mengen met populaire muziek, voornamelijk rock. Vandaar wordt fusion ook wel jazzrock genoemd. Het album Bitches Brew van Miles Davis wordt vaak beschouwd als het startsein van deze stroming. Muzikanten als John McLaughlin, Herbie Hancock, Chick Corea, Joe Zawinul, Tony Williams die allen met Miles Davis speelden, begonnen met hun eigen fusiongroepen: Lifetime, Mahavishnu Orchestra, Weather Report. Anderen beschouwen Larry Coryell als de eerste die al in 1966 met een fusion tussen jazz, rock en blues experimenteerde, eerst in 1966 bij Chico Hamilton, in 1967 bij de Free Spirits en in 1968 bij Gary Burton. Fusion als stijl bleef populair gedurende de jaren 1970. De Nederlander Rob Franken is te horen op meer dan 400 opnamen, met name op de Fender Rhodes Piano. De Belgische gitarist Philip Catherine wordt internationaal tot de groten van de jazzrock gerekend en maakte behalve eigen albums ook talrijke opnames als begeleider van jazzlegendes als Dexter Gordon en Stéphane Grappelli, Charles Mingus, Benny Goodman, Toots Thielemans en Chet Baker.

### Neobop: eenvoud als intensiteit
Eind jaren 1980 volgde na het streven naar maximale expressie en vrijheid – wellicht gelijk aan de minimalmuziek (Steve Reich, Arvo Pärt), neoklassiek (Samuel Barber) en meer esthetische muziek (Ton de Leeuw) in klassieke muziek, zelfs als dit geen harmonische of melodische klanken zijn (Sofia Goebaidoelina) – de behoefte naar een andere intensiteit gebaseerd op het versterken van de beleving door uitvergroten van verschillen en klanken. Dit gebeurt derhalve op een meer ingetogen wijze met gebruik van enige dynamiek (verschillen). De muziek is doorgaans overzichtelijk en lijkt enkele melodische en harmonische componenten te willen benadrukken in plaats van er veel te spelen. Hiervoor is een zeker evenwicht nodig tussen het decor en het muzikale verhaal. Deze muziek klinkt soms traag-bezwerend. Voorbeelden zijn James Carter op The Real Quiet Storm en Joshua Redman op Moodswing. Hoewel dit niet een revival is van de cooljazz is wel een overeenkomstige beweging te herkennen vanuit de freejazz, gelijk van bebop naar cool.

### Retro swing
De swingrevival, ook wel retro swing en neo-swing genoemd, was een hernieuwde interesse in swingmuziek en Lindy Hop-dans uit de jaren 1990, geïnspireerd op jump blues, hot dance en swing. De musici waren de kinderen van de indie-rock generatie, die muziek speelden om te dansen en plezier te maken. Bekende musici zijn Brian Setzer, die met een orkest in de stijl van Louis Prima speelde, de Squirrel Nut Zippers met invloeden van de New Orleans jazz en swing en Big Bad Voodoo Daddy. Veel neo-swingbands beoefenden hedendaagse fusies van swing, jazz en jumpblues met rock, punkrock, ska en ska-punkmuziek of hadden wortels in punk, ska, ska-punk en alternatieve rockmuziek.

### Het heden en de toekomst
De jazz mengde zich vanaf de jaren zestig langzamerhand met populaire muziek, en ook de bebop- en swingjazz evolueert, waarbij te denken valt aan stijlen als neo-bop, nu jazz, acid jazz, modern creative en freejazz. De term jazz staat nu voor een veel breder scala aan muziekgenres dan in de jaren 1930 en 1940 het geval was. Muziek evolueert, de jazz dus ook. Steeds nieuwe stijlen van jazz dienen zich aan, evenals ontelbare soorten van mengvormen met pop, soul, funk en rock en wereldmuziek. Jazzfusion en latin jazz (zoals de formatie Nueva Manteca) zijn daar voorbeelden van. In de jazzwereldmuziek combineert Renaud Garcia-Fons familieleden van de tango met jazz. Vooral de verschillen in de aan- en afwezigheid van expressie en improvisatieruimte worden steeds groter. Jonge afgestudeerden van de jazzopleidingen van de conservatoria laten de levende muziek voortbestaan.
Er zijn nu nog maar weinig musici over die de oudere stijlen zoals New Orleans en dixieland trouw zijn gebleven. Echter, door de grotere beschikbaarheid van geluidsdragers en informatie-uitwisseling kunnen nieuwe musici zich verdiepen in deze stijlen en een nauwkeurige en gegronde waardering ontwikkelen. Er is daarom altijd belangstelling gebleven, zowel bij musici als luisteraars, zowel vanuit plezier als muziekhistorisch en uitvoeringstechnisch perspectief (Wynton Marsalis). Ook blijft er nostalgieloze belangstelling bestaan voor de prestaties van de vroegere musici. Hiervan getuigt Jules Deelder met zijn cd-compilaties en radioprogramma's met doorgaans energieke uitvoeringen uit met name de bebop, hardbop en eastcoast.

### Levende muziek?
Sinds de komst van beheersbaarheid en toegankelijkheid van digitale geluidsreproductie worden opgenomen stukjes jazz verwerkt in popmuziek (lounge en jazz-dance). Ook worden er compilaties gemaakt op cd met onder andere jazz uit verschillende stromingen die gezamenlijk een (uitgaans)sfeer opwekken, zoals de Blue Note Trip-serie samengesteld door DJ Maestro, voortgekomen uit het live kiezen van muziek op geluidsdragers door diskjockeys in uitgaansgelegenheden. Hoewel meestal deze compilaties en fragmentarische toepassingen doorgaans minder expressief zijn komen op deze wijze de jongere generaties ook in contact met (afgeleiden van) de jazz.
Door het machinaal reproduceren van opgenomen geluid in plaats van zelf spelen van een muzikaal gegeven zijn er geen of beperkte livevariatiemogelijkheden en is de vrijheid van improvisatie afwezig. Maar mengvormen zoals het samenwerken van diskjockeys en spelende muzikanten zoals Wicked Jazz (voornamelijk dansbare muziek) en de al eerdere initiatieven van Ben van den Dungen en Jarmo Hoogendijk komen hieraan weer tegemoet. Voor- en tegenstanders van deze ontwikkelingen zijn overal te vinden en soms zijn de discussies verhit. Beide kampen hebben goede argumenten, maar vaak zijn deze niet op dezelfde basis geënt; is muziek met afwezigheid van elektrische gitaren en de aanwezigheid van blaasinstrumenten en een soepel ritme, maar zonder dat het muzikale doel live-improvisatie is, nu wel of geen jazz?

## Jazzstandards
Muziek die zich goed leent als basis voor improvisatie, kan eindeloos opnieuw worden gebruikt. Door de jaren heeft een aantal werken zich vastgezet in het collectief geheugen van jazzmusici. Deze worden jazzstandards genoemd. Het betreft doorgaans werken waarvan beroemde uitvoeringen zijn opgenomen en die sterke melodische en/of harmonische of juist modale eigenschappen hebben.

## Harmonische en ritmische kenmerken
Kenmerkend aan jazz (vooral de modernere varianten, maar met uitzondering van freejazz) is het hernieuwd gebruik van allerlei kerktoonladders en gebruik van complexe akkoorden; vrijwel ieder moment wordt met septiem, none, undeciem, tredeciem geharmoniseerd. 'Kale' akkoorden zijn een hoge uitzondering.
De meeste vormen van jazz swingen, dat wil zeggen, er wordt gebruikgemaakt van de "triolenfeel" met swingende achtsten. Dit houdt in dat loopjes van – op papier – allemaal even lange (achtste) noten zo worden gespeeld dat de oneven achtsten ongeveer tweemaal zo lang duren als de even achtsten. Dit wordt ook wel genoteerd in de vorm van paren van een achtste noot met een punt gevolgd door een zestiende noot (duurverhouding 3:1 in plaats van 2:1), maar dat wordt dan toch meer gespeeld in een 2:1 verhouding.
Jazz is wat Wittgenstein een Typusbegriff noemde: alle kenmerken van jazz zijn ook in andere muziek terug te vinden. Het is de combinatie die de ware jazz onderscheidt. Grensgevallen geven echter te denken: hoe moet de jazzsuite van de klassieke componist Stravinsky worden geplaatst, en hoe de suites voor groot orkest die jazzmusicus Duke Ellington in zijn latere leven schreef?

## Veelgebruikte muziekinstrumenten
Veel instrumenten zijn bruikbaar voor jazz, een exclusief jazzinstrument bestaat feitelijk niet, al zijn er wel instrumenten die met name door gebruik in de jazz bekendheid genieten (meestal dan ook in combinatie met een beroemde bespeler ervan):
banjo –
basgitaar –
contrabas –
kornet –
drumstel –
dwarsfluit –
hammondorgel –
klarinet –
mondharmonica –
piano –
saxofoon –
semiakoestische gitaar –
trombone –
trompet –
vibrafoon

## Nederlandse jazzorkesten
Metropole Orkest –
Dutch Swing College Band –
Harbour Jazzband –
Jazz Orchestra of the Concertgebouw –
The Skymasters –
Nederlands Studenten Jazz Orkest –
Nationaal Jeugd Jazz Orkest –
The Ramblers –
Monsieur Dubois –
Dixieland Crackerjacks –
Alice in Dixieland –
Jazz Connection -
New Rotterdam Jazz Orchestra

## Beroemde hedendaagse jazzensembles
Aka Moon (Belg.) –
Big Phat Band (VS) –
Bob Mintzer Big Band (VS) –
Brussels Jazz Orchestra (Belg.) –
Carla Bley Bigband (VS) –
Dave Holland Bigband (VS) –
Flat Earth Society (Belg.) –
ICP Orchestra –
Jaga Jazzist (No.) –
Jazz Orchestra of the Concertgebouw (JOC) (Ned.) –
Joe Vanenkhuizen Europeanjazz Trio (Ned.) –
Maria Schneider Orchestra (VS) –
Mathew Herbert Bigband (UK) –
Metropole Orkest –
New Cool Collective (Ned.) –
Skalbeaggar –
Tetzepi –
Vienna Art Ensemble (Oos.)- New Rotterdam Jazz Orchestra (NL)